# 艾氏鲸
艾氏鲸（学名：Balaenoptera edeni）又名鳀鲸，为须鲸科须鲸属的动物。在中国大陆，分布于东海、南海等海域，在福建、广东及海南沿海相对常见，一般栖息温暖的近海。该物种的模式产地在缅甸。艾氏鲸在形态上与布氏鲸极为相似，但艾氏鲸的吻部一般更加尖锐，头部整体呈V形，且具有五条脊突(布氏鲸有三条)。相比其他大型须鲸，艾氏鲸是更积极的捕食者，其主要食物为各类小型鱼类。

## 保护
- 中国国家重点保护动物等级：二级